# Phalocallis
Phalocallis é um género botânico pertencente à família Iridaceae.